# Nombre de Darcy
En la dinàmica de fluids a través de medis porosos, el nombre de Darcy (Da) representa l'efecte relatiu de la permeabilitat del medi respecte l'àrea de la seva secció transversal, normalment el seu diàmetre al quadrat. El nombre duu el nom de Henry Darcy i apareix en l'adimensionalització de la llei de Darcy. Aquest nombre no s'ha de confondre amb el factor de fricció de Darcy que s'aplica en la caiguda de pressió d'una canonada. Es defineix com:
{\displaystyle \mathrm {Da} ={\frac {K}{d^{2}}}},
on: 
- K és la permeabilitat del medi, m², mesurat en unitats del SI.
- d és la longitud característica, per exemple, el diàmetre de la partícula, m, mesurat en unitats del SI.[1]

Existeixen formes alternatives d'aquest nombre, depenent del plantejament pel qual la llei de Darcy s'adimensionalitza, i també de la geometria del sistema. El nombre de Darcy s'utilitza habitualment en la transmissió tèrmica a través de medis porosos.